# Antoni Bibiloni Riera
Antoni Bibiloni Riera (Alcúdia, 26 de gener de 1956 - 23 d'agost de 2019) fou un mestre, folklorista i dinamitzador cultural alcudienc.

## Biografia
Durant 30 anys va ser mestre de l'escola Porta des Moll. Va ser regidor de l'Ajuntament d'Alcúdia de 1987 a 1995 com a independent en la llista del PSOE. Des de l'àrea de cultura va contribuir a la recuperació del nucli històric de la ciutat amb la conversió en zona de vianants de tot el centre, la rehabilitació de façanes i l'empedrat de carrers. Va impulsar la Biblioteca de Can Torró i va crear el 1991, Alcúdia Ràdio. Va promoure la normalització lingüística de la llengua catalana.
Va ser organitzador i impulsor de l'Obra Cultural Balear a Alcúdia. Va fundar la primigènia Escola de Ball de Bot d'Alcúdia l'any 1978, que més endavant es convertiria en el Centre de Cultura Tradicional Sarau Alcudienc. A través d'aquesta entitat, van renéixer a Alcúdia actes com la Festa de les Llanternes, Sant Antoni i els Dimonis i els caparrots de l'Estol del Rei en Jaume. Va investigar les arrels del ball popular a Mallorca. Va participar en el projecte de recerca "La contradansa a Mallorca", publicat el 2009 per l'Institut d'Estudis Baleàrics.

## La indumentària tradicional a Mallorca
Un dels camps de recerca en el qual més va treballar Antoni Bibiloni va ser el de la indumentària popular mallorquina dels segles xvii i xviii. L'octubre de 2014 va llegir la ponència "Diversos aspectes de la indumentària dels segles xviii i xix" en el curs "Indumentària i balls a Mallorca: segles xviii i xix", organitzat per l'Escola Municipal de Mallorquí de Manacor. És important el seu treball "La indumentària tradicional mallorquina del segle xviii i primera meitat del segle XIX: una mirada científica”. La seva recerca va contribuir a conèixer i després reconstruir els vestits del passat mallorquí, contrarestant els clixés del folklorisme oficial que des de principis del segle xx va "inventar" el "vestit típic mallorquí" a partir d'una barreja d'elements diversos, per anar a les fonts documentals escrites i gràfiques. Bibiloni va recordar la diversitat de vestit al llarg de les diferents èpoques així com la diversitats dels vestits segons els grups socials i professionals que els usen.

## Reconeixements
El desembre de 2018 va ser guardonat en els Premis 31 de Desembre de l'Obra Cultural Balear, amb el premi Josep Maria Llompart.